# Leichtathletik-Weltmeisterschaften 1995/4 × 100 m der Frauen
Die 4-mal-100-Meter-Staffel der Frauen bei den Leichtathletik-Weltmeisterschaften 1995 wurde am 13. und 14. August 1995 im Göteborger Ullevi-Stadion ausgetragen.
Weltmeister wurden die Vereinigten Staaten in der Besetzung Celena Mondie-Milner, Carlette Guidry, Chryste Gaines und Gwen Torrence sowie der im Vorlauf außerdem eingesetzten D’Andre Hill.

Den zweiten Platz belegte Jamaika mit Dahlia Duhaney, Juliet Cuthbert, Beverly McDonald und Merlene Ottey sowie der im Vorlauf außerdem eingesetzten Michelle Freeman.

Bronze ging an Deutschland (Melanie Paschke, Silke Lichtenhagen, Silke-Beate Knoll, Gabriele Becker).
Auch die nur im Vorlauf eingesetzten Läuferinnen erhielten entsprechendes Edelmetall.

## Rekorde

### Bestehende Rekorde
| Weltrekord | 41,37 s | DDR (Silke Gladisch, Sabine Rieger, Ingrid Auerswald, Marlies Göhr)                   | Canberra, Australien              | 6. Oktober 1985 |
| WM-Rekord  | 41,49 s | Russland (Olga Bogoslowskaja, Galina Maltschugina, Natalja Woronowa, Irina Priwalowa) | WM 1993 in Stuttgart, Deutschland | 22. August 1993 |
| WM-Rekord  | 41,49 s | USA (Michelle Finn, Gwen Torrence, Wendy Vereen, Gail Devers)                         | WM 1993 in Stuttgart, Deutschland | 22. August 1993 |

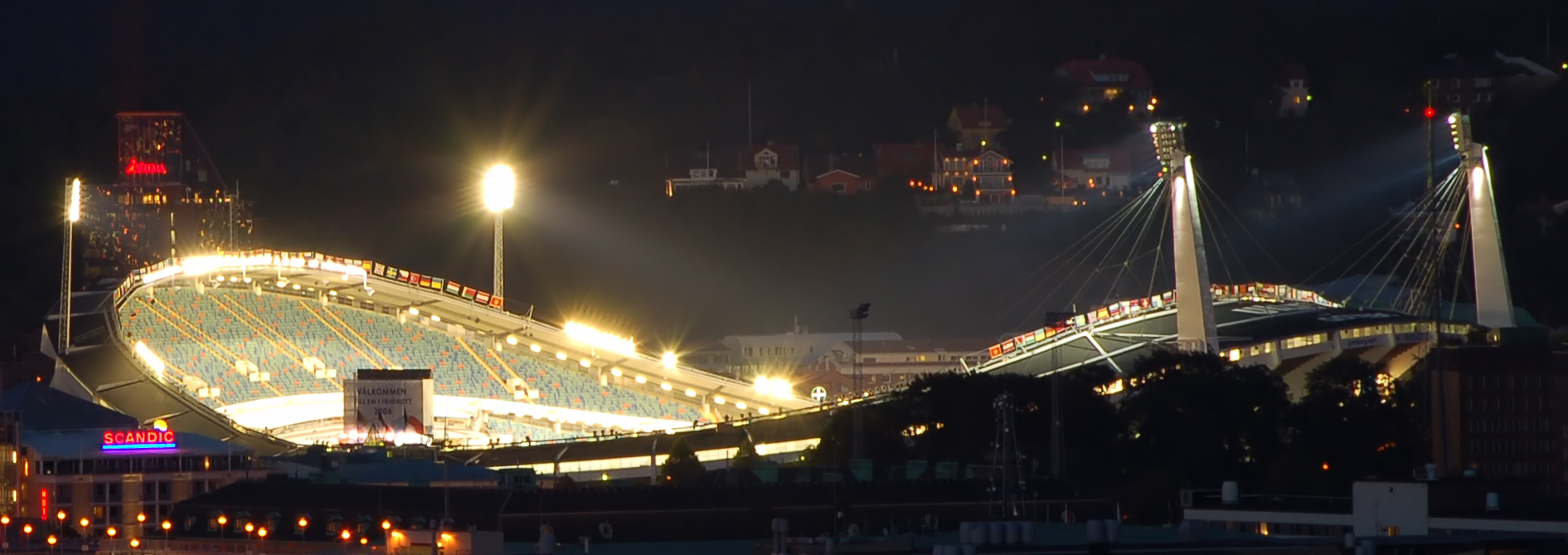
Das Göteborger Ullevi-Stadion im Jahr 2006

Der bestehende WM-Rekord wurde bei diesen Weltmeisterschaften nicht eingestellt und nicht verbessert.

## Vorrunde
6. August 1995, 17:35 Uhr
Die Vorrunde wurde in zwei Läufen durchgeführt. Die ersten drei Staffeln pro Lauf – hellblau unterlegt – sowie die darüber hinaus zwei zeitschnellsten Teams – hellgrün unterlegt – qualifizierten sich für das Finale.

### Vorlauf 1
13. August 1995, 19:40 Uhr
| Platz | Staffel           | Besetzung                                                                  | Zeit (s)                      |
| ----- | ----------------- | -------------------------------------------------------------------------- | ----------------------------- |
| 1     | USA               | Celena Mondie-Milner Carlette Guidry Chryste Gaines D’Andre Hill (Vorlauf) | 42,44                         |
| 2     | Frankreich        | Odile Singa Frédérique Bangué Patricia Girard Delphine Combe               | 42,56                         |
| 3     | Bahamas           | Eldece Clarke-Lewis Debbie Ferguson Savatheda Fynes Pauline Davis          | 42,74                         |
| 4     | Finnland          | Jutta Kemila Sanna Hernesniemi Heidi Suomi Heli Koivula                    | 43,71                         |
| 5     | Chinesisch Taipeh | Hsu Pei-Chin Liu Shu-Hua Chen Shu-Chen Wang Huei-Chen                      | 45,18                         |
| DSQ   | Kuba              | Idalia Echevarría Aliuska López Virgen Benavides Liliana Allen             | IAAF Rule 170.7 Wechselfehler |
| DSQ   | Kamerun           | Myriam Léonie Mani Georgette Nkoma Agnès Egbé Sylvie Mballa Éloundou       | IAAF Rule 170.7 Wechselfehler |

### Vorlauf 2
13. August 1995, 19:49 Uhr
| Platz | Staffel        | Besetzung                                                                       | Zeit (s) |
| ----- | -------------- | ------------------------------------------------------------------------------- | -------- |
| 1     | Jamaika        | Michelle Freeman (Vorlauf) Dahlia Duhaney Beverly McDonald Merlene Ottey        | 42,36    |
| 2     | Russland       | Natalja Woronowa Galina Maltschugina Marina Trandenkowa Jekaterina Leschtschowa | 42,49    |
| 3     | Deutschland    | Melanie Paschke Silke Lichtenhagen Silke-Beate Knoll Gabriele Becker            | 42,83    |
| 4     | Kolumbien      | Elia Manuela Mera Felipa Palacios Patricia Rodríguez Mirtha Brock               | 43,42    |
| 5     | Großbritannien | Marcia Richardson Catherine Murphy Simmone Jacobs Paula Thomas                  | 43,90    |
| DNF   | Italien        | Carla Tuzzi Rossella Farina Laura Ardissone Manuela Levorato                    |          |

## Finale
13. August 1995, 16:05 Uhr
| Platz | Staffel     | Besetzung | Zeit (s) |
| ----- | ----------- | --- | -------- |
| 1     | USA         | Celena Mondie-Milner Carlette Guidry Chryste Gaines Gwen Torrence (Finale) im Vorlauf außerdem: D’Andre Hill | 42,12    |
| 2     | Jamaika     | Dahlia Duhaney Juliet Cuthbert (Finale) Beverly McDonald Merlene Ottey im Vorlauf außerdem: Michelle Freeman | 42,25    |
| 3     | Deutschland | Melanie Paschke Silke Lichtenhagen Silke-Beate Knoll Gabriele Becker                                         | 43,01    |
| 4     | Bahamas     | Eldece Clarke-Lewis Debbie Ferguson Savatheda Fynes Pauline Davis                                            | 43,14    |
| 5     | Frankreich  | Odile Singa Frédérique Bangué Patricia Girard Delphine Combe                                                 | 43,35    |
| 6     | Finnland    | Jutta Kemila Sanna Hernesniemi Heidi Suomi Heli Koivula                                                      | 44,46    |
| 7     | Kolumbien   | Elia Manuela Mera Felipa Palacios Patricia Rodríguez Mirtha Brock                                            | 44,61    |
| DNF   | Russland    | Natalja Woronowa Galina Maltschugina Marina Trandenkowa Jekaterina Leschtschowa                              |          |

## Video
- Women's 4x100m Relay Final - 1995 IAAF World Athletics Championships auf youtube.com, abgerufen am 9. Juni 2020